# موسی کولیبالی
موسی کولیبالی اورچانو (انگلیسی: Moussa Coulibaly orchano؛ زادهٔ ۱۹ دسامبر ۱۹۹۲) بازیکن فوتبال اهل مالی است که در پست مدافع بازی می‌کند.

## دوران حرفه‌ای

### استقلال خوزستان
وی در سال ۲۰۱۳ وارد فوتبال ایران شد و سه سال در تیم استقلال خوزستان زیر نظر عبدالله ویسی کار کرد و در سال ۲۰۱۶ قهرمان لیگ برتر ایران شد. 

### سپاهان
پس از انتخاب عبدالله ویسی به عنوان سرمربی سپاهان، همراه وی در سال ۲۰۱۶ به سپاهان پیوست.

### استقلال خوزستان
او که فصل پیش با نظر عبدالله ویسی به تیم سپاهان پیوسته بود، پس از جدایی این سرمربی و بازگشتش به استقلال خوزستان، او هم با قراردادی ۱ ساله به تیم استقلال خوزستان پیوست.

### نفت مسجدسلیمان
پس از اتمام قرارداد او با استقلال خوزستان با عقد قراردادی ۱ ساله به نفت مسجدسلیمان پیوست.

### فولاد خوزستان
کولیبالی در تاریخ ۴ تیرماه ۱۳۹۸ به باشگاه فولاد خوزستان پیوست.
او همچنین سابقه قهرمانی در جام حذفی فوتبال ایران و سوپر جام فوتبال ایران همراه با باشگاه فوتبال فولاد خوزستان را در کارنامه دارد. کولیبالی در هفته دوازدهم لیگ برتر در پیروزی ۴-۱ فولاد مقابل نفت مسجد سلیمان ۲ گل به ثمر رساند و یکی از مهره‌های تأثیرگذار بازی بود.

## افتخارات

### استقلال خوزستان
- لیگ برتر خلیج فارس
  - قهرمان(۱): ۱۳۹۵–۱۳۹۴

### فولاد
- جام حذفی فوتبال ایران
  - قهرمان(۱): ۱۴۰۰–۱۳۹۹
- سوپر جام فوتبال ایران
  - قهرمان(۱): ۱۴۰۰